# Vicomte
En vicomte var egentlig en "vice-comte" altså en stedfortrædende greve. Ordet kommer af oldfransk visconte, som igen kommer af middelalderlig latin: vicecomes fra klassisk latin: vice- (= "stedfortrædende" ) + comes (= "hofmand" eller "betroet medarbejder"). Titlen blev først brugt i de fyrstendømmer (f.eks. Normandiet), hvor overhovedet samtidig var sin egen vasal i et grevskab. Dér indsatte fyrsten så en stedfortræder, en vicomte. Senere fik titlen karakter af en selvstændig adelstitel, sådan at kun historiske tilfældigheder afgjorde, om man var greve (comte) eller vicomte til et bestemt len.
En vicomtes hustru havde titlen vicomtesse. I adelens rangorden kommer en vicomte før en baron, men efter en greve. Titlen er bevaret i en række europæiske lande, men har ikke været brugt i Danmark.